# De Rooi Pannen
De Rooi Pannen is een Nederlandse scholengemeenschap en regionaal opleidingscentrum die praktijkgericht onderwijs biedt in de sectoren handel, horeca, toerisme, marketing, evenementenorganisatie en vormgeving. De instelling heeft vestigingen in Tilburg, Eindhoven en Breda, waar zowel middelbaar beroepsonderwijs (mbo) als voorbereidend middelbaar beroepsonderwijs (vmbo) wordt aangeboden. Ook zijn er kosteloze onderwijsvoorzieningen. Deze dienen bij te dragen aan kansengelijkheid onder leerlingen en studenten.

## Naamgeving
De naam "De Rooi Pannen" verwijst in Brabantse dialect naar de rode dakpannen van het voormalige klooster in Tilburg, waar de school sinds 1974 is gevestigd. Dit gebouw, dat oorspronkelijk het Sint Joseph Studiehuis was, dient nog steeds als een herkenbaar symbool van de instelling.

## Geschiedenis
De Rooi Pannen heeft zijn oorsprong in de jaren vijftig, met de oprichting van de Lagere detailhandelsschool in 1967. Deze school was een gezamenlijk initiatief van het bedrijfsleven en de overheid om het beroepsonderwijs in Tilburg te versterken. De opleidingen in handel en horeca vormden de basis waarop de school haar onderwijsaanbod in de loop der jaren uitbreidde. Opleidingen in onder andere toerisme en recreatie volgden, en locaties in Eindhoven en Breda werden toegevoegd.
In de vroege jaren 90 waren de Middelbare Detailhandelschool en de Middelbare Hotelschool van De Rooi Pannen de eerste in Nederland die met teleleren (afstandsonderwijs) met computers experimenteerden. Hoewel het experiment toen vooral diende om te kijken een dergelijke methode het openbaar vervoer en de autowegen in de spitsuren kon ontlasten, waren de verwachtingen hoog ten aanzien van onderwijskundige resultaten.
In die periode koos De Rooi Pannen bewust voor kleinschaligheid, ondanks de landelijke trend van schaalvergroting in het onderwijs. Na een korte samenwerking met ROC de Leijgraaf in de jaren negentig, werd De Rooi Pannen in 2003 weer zelfstandig. In diezelfde periode breidde de school haar aanbod verder uit met vmbo-opleidingen en opende het onderwijswinkelcentrum in Tilburg.
Vanaf 2017 is door De Rooi Pannen een streep gezet door een deel van de studiekosten van hun leerlingen. Zij hoefden sindsdien niet meer te betalen voor boeken, tablet, ouderbijdrage, excursies en studiereizen. Het zou helpen te voorkomen dat potentiële leerlingen wegblijven vanwege de financiële thuissituatie, of dat leerlingen niet kunnen deelnemen aan extracurriculaire activiteiten.
De Coronapandemie in Nederland en de daaruit volgende lockdown beïnvloedde De Rooi Pannen doordat de leerlingen er praktijkgeoriënteerd zijn. Vooral gevorderde leerlingen maakten extra uren in hun werk naast hun studie, terwijl de leerlingen in lagere klassen zorgen maakten hoe ze zonder theorie en ervaring aan een goede baan zouden komen.

## Locaties
De hoofdlocatie van De Rooi Pannen bevindt zich aan de Dr. Ahausstraat 1 in Tilburg. Dit gebouw, een voormalig klooster, bevat een onderwijswinkelcentrum, een onderwijshotel, vergaderzalen en diverse onderwijsrestaurants waar studenten praktijkervaring opdoen.
In Breda is De Rooi Pannen sinds 2017 gevestigd in de voormalige Seeligkazerne aan de Fellenoordstraat 93. Dit monumentale pand is getransformeerd tot een moderne onderwijsinstelling met praktijkgerichte voorzieningen zoals het Hospitality Experience Centre (HEC) en verschillende onderwijsrestaurants.

De locatie in Eindhoven bevindt zich aan de Kaakstraat 1 en beschikt over een onderwijshotel en meerdere onderwijsrestaurants, evenals vergaderfaciliteiten voor zakelijke gasten.

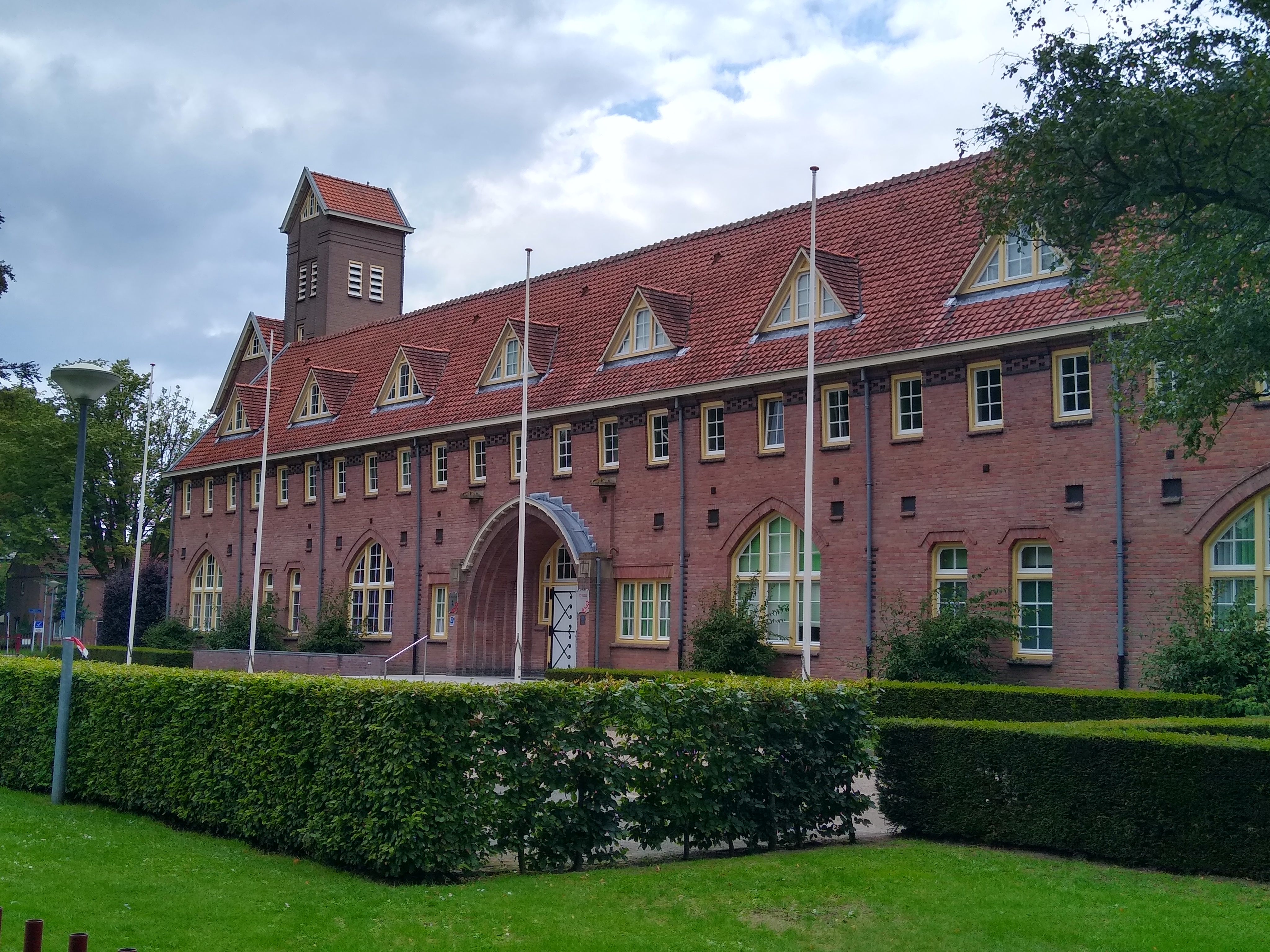
De Rooi Pannen, Tilburg
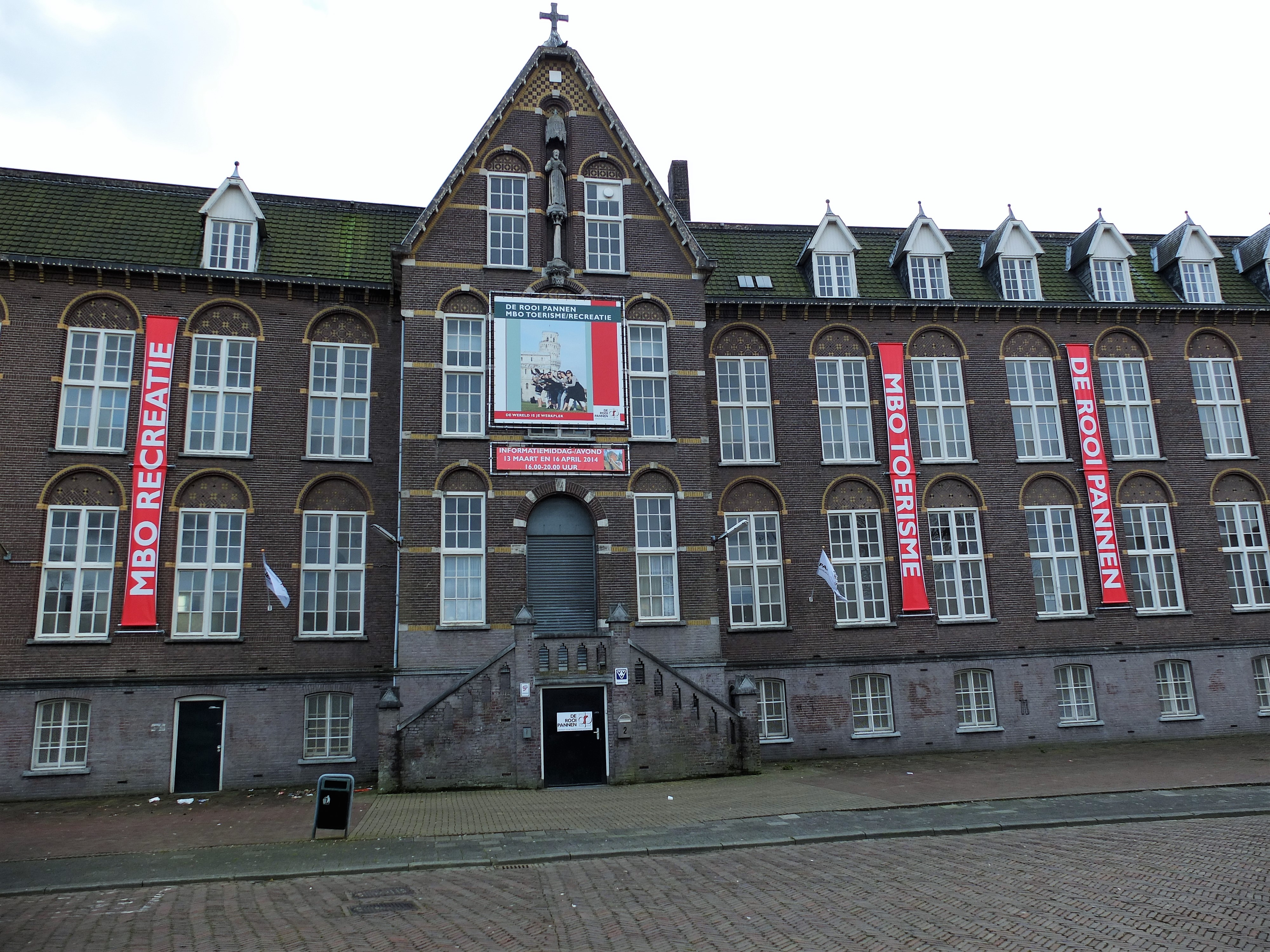
De Rooi Pannen, Breda
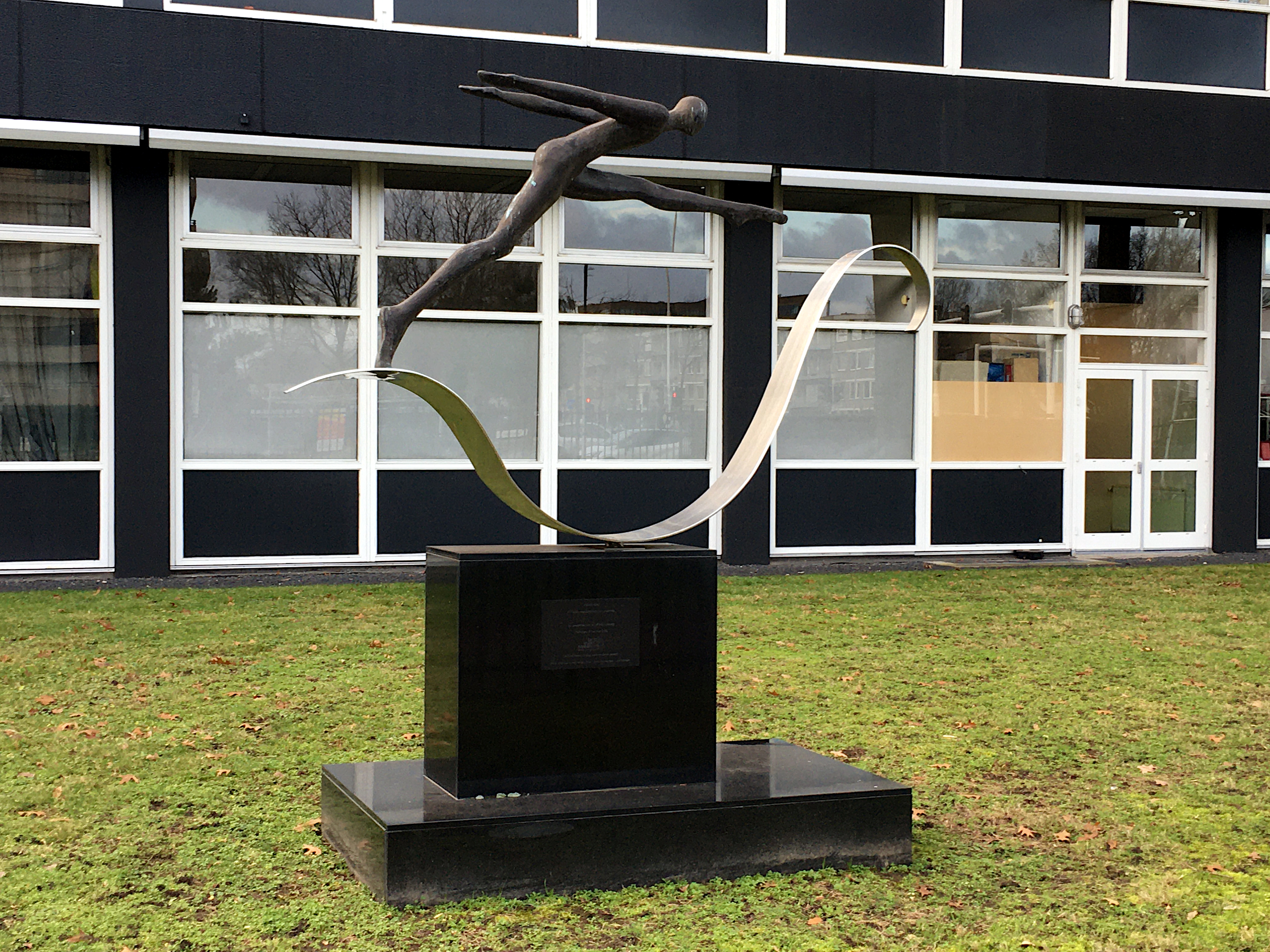
De Rooi Pannen, Eindhoven. Het beeld in de tuin is vervaardigd door Corrie Ammerlaan.

## Scholen
De Rooi Pannen heeft verschillende scholen op de drie locaties: de scholen 'Horeca' en 'Toerisme, Leisure & Marketing' bevinden zich zowel in Tilburg, Eindhoven en Breda; de Vmbo alleen in Tilburg en Eindhoven. Ook huist Tilburg de scholen, 'Handel & Ondernemen' en 'Vormgeving & Signmaking'.

## Prijzen
- 2010: 1e en 2e prijs voor De Rooi Pannen uit Eindhoven op Le Grand Concours Culinaire Internationale, Maastricht[19]
- 2024: 1e en 2e prijs voor respectievelijk De Rooi Pannen uit Eindhoven en Tilburg tijdens de Nederlandse kampioenschap koken en serveren voor vmbo-scholen, georganiseerd door de VSHO.[20][21] Deze editie vond plaats bij Scalda in Middelburg.[22]

## Bekende personen

### Oud-leerlingen en -studenten
Opmerking Dit is een lijst van personen met een eigen artikel op de Nederlandstalige Wikipedia
- Paul Kappé, chef-kok en eigenaar restaurant monarth
- Hugo Kennis, TV-kok[23]
- Joris Peters, chef-kok
- Roy Donders, TV-stylist
- Cas Pikaar, eigenaar en sterrenchef van Restaurant Pikaar
- Soenil Bahadoer, chef-kok en horecaondernemer
- Rob Kemps, zanger van Snollebollekes. Volgde Koken en Serveren op De Rooi Pannen in Eindhoven[24]
- Dirk Beljaarts, minister van Economische Zaken

### De Rooi Pannen-Award
De Rooi Pannen-Awards werden elke twee jaar uitgereikt in de categorieën Horeca, Handel en Toerisme/Recreatie. Per categorie werden drie succesvolle oud-studenten genomineerd waarvan de winnaar gedurende een Ondernemersavond bekend gemaakt werd.
| Editie | Jaar | Awardwinnaars per categorie   | Awardwinnaars per categorie | Awardwinnaars per categorie |
| Editie | Jaar | Horeca                        | Handel                      | Toerisme /recreatie         |
| ------ | ---- | ----------------------------- | --------------------------- | --------------------------- |
| 6      | 2004 | Bob Hutten                    |                             |                             |
| 7      | 2006 |                               | Bas van Oers                |                             |
| 8      | 2008 |                               |                             |                             |
| 9      | 2010 | Martin en Carla van Bourgonje | Toine van de Ven            | Bart Verhoeff               |
| 10     | 2012 | Luke Iraca, Kelly van Herk    | Leon van Lier               | Bernie van Vlijmen          |
| 11     | 2014 | Marike van Beurden            | Joris van Loon              | Boudewijn den Boer          |